# A Plague of Lighthouse Keepers
A Plague of Lighthouse Keepers est une chanson tirée de l'album Pawn Hearts du groupe anglais Van der Graaf Generator (1971). La chanson est une pièce-concept d'un peu plus de 23 minutes occupant toute la face B de l'album.
A Plague of Lighthouse Keepers a été créée à partir d'enregistrements, entre les concerts du groupe, de petites parties en studio et mixées ensemble par la suite, le tout sur une période de 3 à 4 mois. La chanson possède ainsi plusieurs changements de temps (en) et d'armure, tout en intégrant quelques aspects de musique concrète.

## Réception
AllMusic qualifie la chanson de « monumentale », mais affirme qu'elle n'est « pas aussi concise qu'elle aurait pu l'être. ». Quant à lui, le magazine Mojo la qualifie d'« absurde ».
L'album Pawn Hearts n'est pas un succès au Royaume-Uni, mais suscite un intérêt certain en Italie, où il occupe le sommet du palmarès pendant 12 semaines.

## Parties
A Plague of Lighthouse Keepers – 23:04
- Eyewitness (Peter Hammill) (2:25)
- Pictures/Lighthouse (Banton, Jackson) (3:10)
- Eyewitness (Peter Hammill) (0:54)
- S.H.M. (Peter Hammill) (1:57)
- Presence of the Night (Peter Hammill) (3:51)
- Kosmos Tours (Evans) (1:17)
- (Custard's) Last Stand (Peter Hammill) (2:48)
- The Clot Thickens (Hammill, Banton, Evans, Jackson) (2:51)
- Land's End (Sineline) (Jackson) (2:01)
- We Go Now (Jackson, Banton) (1:51)

Il y a une certaine confusion concernant les auteurs des différentes parties. Le livret de The Box (en) créditent Banton et Jackson pour l'écriture de Pictures/Lighthouse, mais le livret de Pawn Hearts (2005) affirme que les auteurs de cette partie sont Hammill et Banton.